# 410 v. Chr.
Portal Geschichte | Portal Biografien | Aktuelle Ereignisse | Jahreskalender | Tagesartikel

◄ |
6. Jahrhundert v. Chr. |
5. Jahrhundert v. Chr. |
4. Jahrhundert v. Chr. |
►

◄ | 430er v. Chr. | 420er v. Chr. | 410er v. Chr. | 400er v. Chr. |
390er v. Chr. |
►

◄◄ | ◄ | 413 v. Chr. | 412 v. Chr. | 411 v. Chr. | 410 v. Chr. |
409 v. Chr. |
408 v. Chr. |
407 v. Chr. |
► |
►►

## Ereignisse

### Politik und Weltgeschehen
- Die athenische Flotte unter Alkibiades besiegt Sparta im Peloponnesischen Krieg in der Schlacht von Kyzikos im Marmarameer.
- Nach dem Tod von Seuthes I. wird das Reich der Odrysen in drei Teile aufgeteilt.
- Die von Makedonien abgefallene Stadt Pydna wird vom makedonischen König Archelaos I. erobert, zerstört und ein wenig landeinwärts wieder aufgebaut.
- um 410 v. Chr.: Archelaos I. verlegt die Hauptstadt Makedoniens von Aigai in das neugegründete Pella.

### Religion und Kultur
- um 410 v. Chr.: Der Bau des Niketempels auf der Athener Akropolis wird vollendet.

## Gestorben
- Mindaros, spartanischer Feldherr
- Seuthes I., König der Odrysen